# Jerry chez les cinoques
Pour plus de détails, voir Fiche technique et Distribution.
Jerry chez les cinoques, (titre original : The Disorderly Orderly) est une comédie américaine sortie en 1964. Réalisé par Frank Tashlin, ce film réunit des acteurs comme Jerry Lewis, Glenda Farrell, Everett Sloane, Karen Sharpe et Kathleen Freeman.
Bien que ce film soit une pure comédie avec de nombreux passages totalement loufoques, on peut y voir aussi une féroce attaque contre le système américain de santé, qui ne semble destiné qu'aux malades pouvant payer leurs soins, en délaissant les autres.

## Synopsis
Jerôme Littlefield est infirmier dans une clinique huppée de Los Angeles. Malgré son envie de bien faire, il enchaîne les maladresses. Mais un jour, une jeune fille est acceptée en urgence à la clinique. N'ayant pas les moyens de payer son séjour et menacée d'être renvoyée chez elle, Jérôme va tenter d'accumuler les heures supplémentaires pour pouvoir payer le séjour de la jeune fille...... et évidemment sa bonne volonté va provoquer quelques catastrophes !!!

## Fiche technique
- Titre : Jerry chez les cinoques
- Titre original : The Disorderly Orderly
- Réalisation : Frank Tashlin
- Scénario : Frank Tashlin
- Sujet : Norm Liebmann et Ed Haas
- Musique : Joseph J. Lilley
- Direction artistique : Hal Pereira
- Costumes : Edith Head
- Directeur de la photographie : W. Wallace Kelley
- Montage : John Woodcock et Russel Wiles
- Société de production : Paramount Pictures
- Producteurs : Paul Jones et Jerry Lewis
- Distributeur : Paramount Pictures
- Pays d'origine : États-Unis
- Langue : anglais
- Format : Couleurs
- Durée : 89 minutes
- Date de sortie : 1964

## Distribution
- Jerry Lewis (VF : Jacques Dynam) : Jerôme Littlefield
- Glenda Farrell : Dr. Jean Howard
- Everett Sloane (VF : Roger Carel) : Mr. Tuffington
- Karen Sharpe (VF : Claude Chantal) : Julie Blair
- Kathleen Freeman : Infirmière Higgins
- Susan Oliver (VF : Michelle Bardollet) : Susan Andrews
- Michael Ross (VF : Pierre Collet) : le chauffeur de la première ambulance
- Jack E. Leonard (VF : Henry Djanik) : Fat Jack
- Barbara Nichols (VF : Nicole Riche) : Miss Marlowe
- Del Moore (VF : Michel Gudin) : Dr Davenport
- Alice Pearce (VF : Madeleine Barbulée) : Mrs. Fuzzibee
- Herbie Faye (VF : Lucien Bryonne) : Mr. Wells
- Dave Willock (VF : Jean-Paul Coquelin) : le premier agent de Police
- Tommy Farrell (VF : Georges Atlas) : le second agent de Police
- Benny Rubin (VF : Georges Hubert) : le serveur du restaurant